# Martin Haring
Martin Haring (24 december 1986) is een Slowaaks veldrijder en mountinbiker die anno 2018 rijdt voor Dukla Banská Bystrica.
Zijn beste prestatie op de weg is etappewinst in de Sibiu Cycling Tour van 2012.

## Mountainbiken

### Cross-country
| Seizoen | Wereldbeker | WK  | SK     | Overige                        | Totaal aantal zeges |
| ------- | ----------- | --- | ------ | ------------------------------ | ------------------- |
| 2012    |             | 50e | Zilver |                                | 0                   |
| 2013    |             |     | Zilver |                                | 0                   |
| 2014    |             | 47e |        | Novi Sad, Sveti Martin na Muri | 2                   |
| 2015    |             | 51e | 10e    | Ottenschlag im Mühlkreis       | 1                   |
| 2016    |             |     |        | Novi Sad                       | 1                   |
| 2017    |             |     | Goud   | Cluj-Napoca                    | 2                   |

### Marathon
| Seizoen | Wereldbeker | WK | SK   | Overige     | Totaal aantal zeges |
| ------- | ----------- | -- | ---- | ----------- | ------------------- |
| 2013    |             |    | Goud |             | 1                   |
| 2014    |             |    | Goud |             | 1                   |
| 2015    |             |    |      |             | 0                   |
| 2016    |             |    |      |             | 0                   |
| 2017    |             |    | Goud | Cluj-Napoca | 2                   |

## Veldrijden
| Seizoen   | Wereldbeker | WK  | EK  | SK     | Overige                              | Totaal aantal zeges |
| --------- | ----------- | --- | --- | ------ | ------------------------------------ | ------------------- |
| 2008-2009 |             | 46e |     | 5e     |                                      | 0                   |
| 2009-2010 |             | 51e |     | 4e     |                                      | 0                   |
| 2010-2011 |             |     |     | 11e    |                                      | 0                   |
| 2011-2012 |             | 47e |     | Zilver |                                      | 0                   |
| 2012-2013 |             |     |     | Goud   |                                      | 1                   |
| 2013-2014 |             | 38e |     | Goud   | Podbrezová, Ternitz                  | 3                   |
| 2014-2015 |             | 31e |     | Goud   | Udiča                                | 2                   |
| 2015-2016 |             | 29e | 26e | Goud   | Stadl-Paura                          | 2                   |
| 2016-2017 |             | 28e | 15e | Goud   |                                      | 1                   |
| 2017-2018 |             | 32e | 22e | Goud   | Ternitz, Dolná Krupá, Trnava, Košice | 5                   |

## Wegwielrennen

### Overwinningen
2012
3e etappe Sibiu Cycling Tour
2018
4e etappe Ronde van Kameroen
Puntenklassement Ronde van Slowakije
2020
Bergklassement In the steps of Romans
Eindklassement Ronde van Servië

### Resultaten in voornaamste wedstrijden op de weg
|      | \| Jaar \| \| WK op de weg \| \| ---- \| \| ------------ \| \| 2018 \| \| opgave \| \| 2019 \| \| \| \| 2020 \| \| opgave \| |              |
| Jaar | | WK op de weg |
| 2018 | | opgave       |
| 2019 | |              |
| 2020 | | opgave       |

## Ploegen
- 2014 –  CK Banská Bystrica
- 2015 –  CK Banská Bystrica
- 2016 –  Dukla Banská Bystrica
- 2017 –  Dukla Banská Bystrica
- 2018 –  Dukla Banská Bystrica

Bátora · Bellan · Harag · Haring · Kováč · Kováčik · Lajcha · Mahďar · Palčák · Strmiska · Tybor · Zimány · Cully (stagiair) · Ulík (stagiair)
Bellan · Čanecký · Cully · Foltán · Haring · Mahďar · Meliš · Oros · Taragel · Tybor · Varhaňovský · Vlčák